# Дед левого крайнего
«Дед левого крайнего» (первое название — «Кисть старого мастера») (укр. Дід лівого крайнього) — советский художественный фильм 1973 года, снятый режиссёром и сценаристом Леонидом Осыкой на киностудии имени А. Довженко.

## Сюжет
Пенсионер Трофим Бессараб (Николай Яковченко), рабочий по натуре человек, постоянно ищет, куда бы ему применить свою неуёмную, несмотря на возраст, энергию. Все члены его большой семьи давно нашли своё место в жизни. И место достойное, где бы и по какой специальности они ни работали. Но больше всего дед гордится своим старшим внуком — футболистом, левым крайним.
Возможно, впервые в советском кино режиссёр в кинокартине обратился к теме мещанства.

## В ролях
- Николай Яковченко — Трофим Иванович Бессараб, пенсионер, бывший маляр
- Валентина Сперантова — Юлия Петровна
- Борислав Брондуков — Иван Бессараб
- Константин Степанков — Костя Бессараб
- Антонина Лефтий — Полина
- Анатолий Бышовец — Виталий Бессараб
- Василий Симчич — Максим Бессараб
- Юнона Яковченко — Катерина
- Владимир Шакало — Вовик, муж Катерины
- Алексей Сафонов — жених
- Екатерина Брондукова — невеста
- Неонила Гнеповская — мать невесты
- Ольга Матешко — секретарша Максима